# Thomas T. Dahl

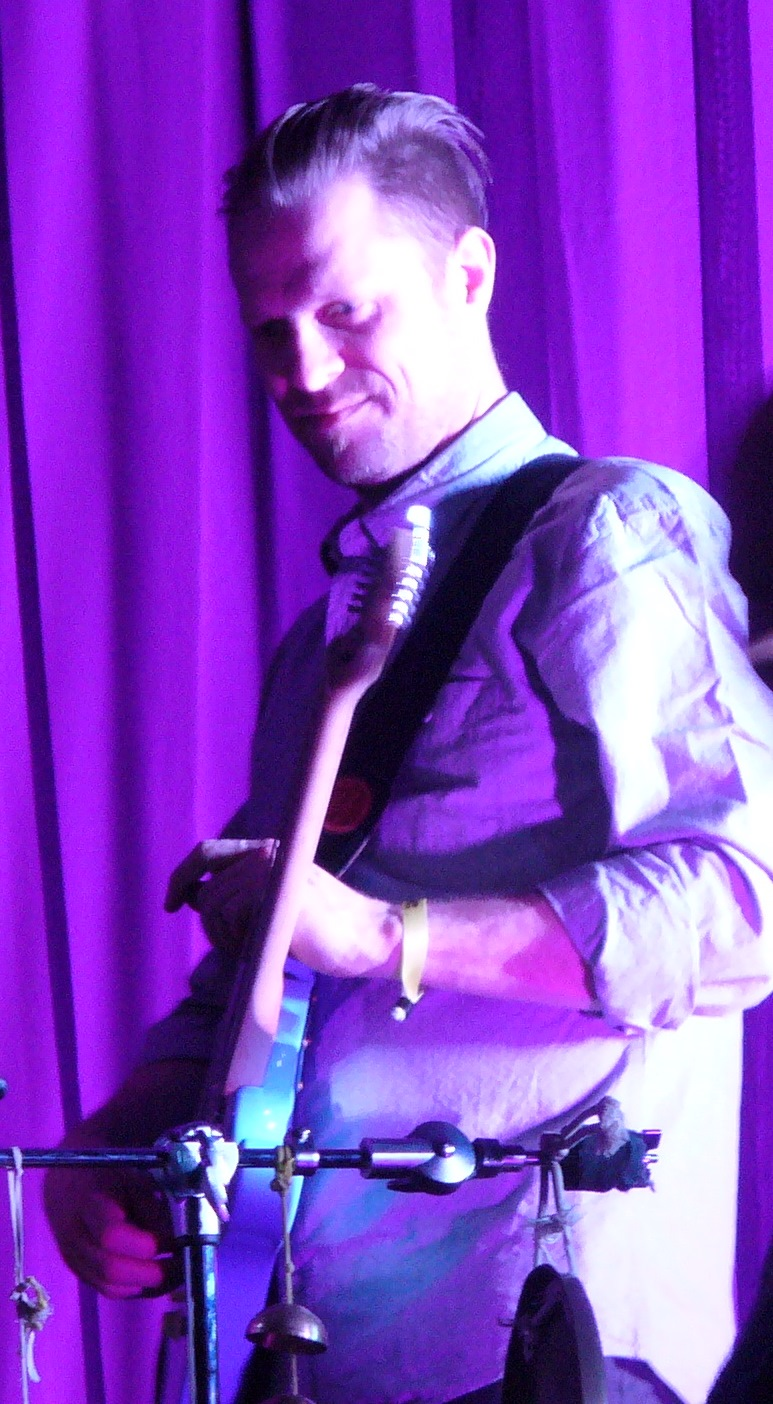
Thomas T. Dahl (2014)

Thomas Tellevik Dahl (* 7. September 1973) ist ein norwegischer Fusion- und Jazzmusiker (Gitarre, Komposition) und Musikpädagoge, der zunächst in Bands wie Krøyt und Dingobats bekannt wurde.

## Leben und Wirken
Dahl besuchte von 1989 bis 1992 die Skeisvang videregående skole in Haugesund, war von 1992 bis 1993 auf der Sund folkehøgskole in Inderøy, um dann 1998 den Jazz-Studiengang des Musikkonservatorium Trondheim zu absolvieren.
Dahl gehörte von 1993 bis 2005 gemeinsam mit seinen Kommilitonen Kristin Asbjørnsen und Øyvind Brandtsegg zum Rockjazztrio Krøyt, das zwischen 1997 und 2001 mehrere Alben veröffentlichte. Daneben war er von 1995 bis 2005 Mitglied des Jazzquintetts Dingobeats um Eirik Hegdal, mit dem drei Alben entstanden; auch gehörte er zu Erlend Skomsvolls Skomsork. Weiterhin nahm er mit Linda Fosse Hagen, mit Ephemera und mit Marion Raven auf, aber auch mit der Bergen Big Band und mit Mats Eilertsens Rubicon. Er hat auch zwei Alben mit dem Quartett BMX veröffentlicht, das außer ihm noch aus Njål Ølnes, Øyvind Skarbø und Per Jørgensen besteht.
Dahls Hauptprojekte sind aktuell die Gruppen Thomas Dahl & Court mit Harmen Fraanje, Magne Thormodsæter und Håkon Mjåset Johansen, dessen Debütalbum Qulter 2019 bei Losen Records erschien, sowie das Skydive Trio mit Mats Eilertsen und Olavi Louhivuori, das 2015 sein erstes Album Sun Moee (Hubro) publizierte. Zu hören ist er auf dem Album Li (and the Infinite Game) (2022) von Per Zanussi mit dem Vestnorsk Jazzensemble.
Dahl hat Auftragswerke für das Festival Nattjazz geschrieben, 2004 für Norsk Hydro, für Finsejazz 2005. Mit Per Jørgensen und Frank Jakobsen komponierte er Tomlane opp (2006). Dahl hat als Musikpädagoge am Musikkonservatorium in Trondheim und von 2002 bis 2005 am Musikkonservatorium Agder gearbeitet. 2005 wurde er als außerordentlicher Professor an die Griegakademiet in Bergen berufen, wo er bis heute lehrt.

## Preise und Auszeichnungen
Dahl errang gemeinsam mit der Gruppe Krøyt den Spellemannprisen 1999 für das Album Low; mit derselben Band wurde er 2000 mit dem Edvard Prisen 2000 für die Komposition Silent ausgezeichnet. Im Jahr 2002 erhielt er den Vossajazzpreis.